# Otto Teschner

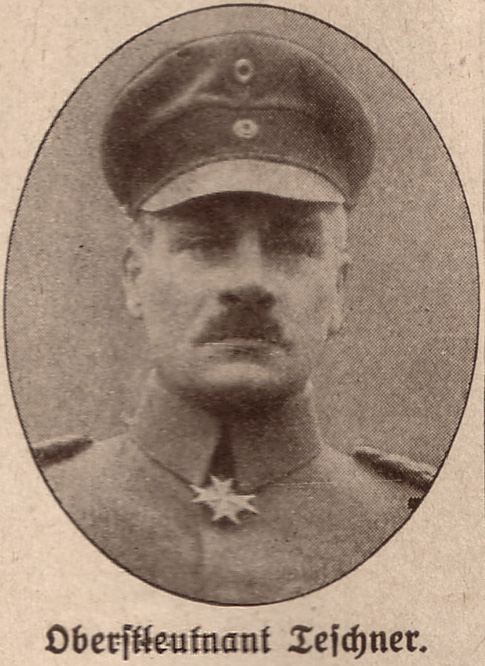
Oberstleutnant Otto Teschner

Otto Teschner (* 23. März 1869 in Pillau; † 21. September 1948 in Springe) war ein deutscher Generalleutnant im Zweiten Weltkrieg.

## Leben
Teschner wurde am 22. März 1888 aus dem Kadettenkorps kommend als Sekondeleutnant dem 8. Ostpreußischen Infanterie-Regiment Nr. 45 der Preußischen Armee überwiesen. Mit seiner Beförderung zum Premierleutnant am 27. Januar 1895 folgte seine Versetzung zum Niederrheinischen Füsilier-Regiment Nr. 39 nach Düsseldorf. Im Jahr darauf stieg Teschner zum Adjutant des II. Bataillons auf. Vom 18. Oktober 1902 bis 17. Mai 1907 fungierte er als Hauptmann und Kompaniechef. In gleicher Funktion war Teschner anschließend bis 26. Januar 1912 an der Unteroffiziersschule Marienwerder. Er wurde dann zum Major befördert und als solcher in das 8. Badische Infanterie-Regiment Nr. 169 versetzt. Am 19. Juli 1913 folgte dort seine Ernennung zum Kommandeur des II. Bataillons.
Dieses führte er bei Ausbruch des Ersten Weltkriegs an der Westfront zunächst in der Schlacht bei Mülhausen. Hier wurde Teschner erstmals verwundet, verblieb jedoch bei seiner Truppe. Er kam dann in der Schlacht in Lothringen und den Verfolgungskämpfen auf Nancy-Épinal zum Einsatz, bis Teschner am 27. August 1914 zum zweiten Mal verwundet wurde. Nach seinem Lazarettaufenthalt kehrte er Ende September 1914 zu seinem Bataillon zurück und wurde bei den Kämpfen in Nordfrankreich am 13. Oktober 1914 zum dritten Mal verwundet. Zur Genesung kam Teschner in die Heimat. Am 9. Januar 1915 erhielt Teschner das Kommando über das 7. Badische Infanterie-Regiment Nr. 142. In den kommenden Monaten kämpfte er in der Frühjahrsschlacht bei La-Bassée und Arras sowie in der Herbstschlacht in der Champagne. Anschließend stand das Regiment in Stellungskämpfen in der Champagne. Dort wurde Teschner zum vierten Mal verwundet. Die Verwundung war so schwer, dass sein linker Arm amputiert werden musste. Trotzdem meldete sich Teschner, der zwischenzeitlich am 25. November 1916 zum Oberstleutnant befördert worden war, im Mai 1917 dienstfähig. Er erhielt wieder das Kommando über sein Regiment, das zu diesem Zeitpunkt vor Verdun kämpfte. Für die Verteidigung des Nordhangs der Höhe 344 Ende November 1917 wurde Teschner am 22. Januar 1918 die höchste preußische Tapferkeitsauszeichnung, der Orden Pour le Mérite verliehen.
Aufgrund seiner angegriffenen Gesundheit wurde Teschner auf eigenen Wunsch von seinem Kommando entbunden und am Ende April 1918 zum Kommandeur des Infanterie-Regiments Nr. 342 in Wilna ernannt. Da das Regiment bei seinem Eintreffen dort zum Abtransport an die Westfront bereitstand, erhielt er das Kommando über das Infanterie-Regiment Nr. 433 bei Lida. Mit ihm gelangte Teschner in den kommenden Monaten von Belarus nach Kiew. Dort übernahm er Ende August 1918 das Kommando über das Landwehr-Infanterie-Regiment „König Wilhelm II.“ Nr. 2.
Nach dem Waffenstillstand von Compiègne führte er seine Truppe in die Heimat zurück, wo sie Anfang Februar 1919 in Stettin zunächst demobilisiert und schließlich Mitte des Monats aufgelöst wurde. Teschner kehrte daraufhin nach Lahr/Schwarzwald zurück und führte bis zur Auflösung im Herbst 1919 das 8. Badische Infanterie-Regiment Nr. 169. Er wurde dann am 1. Oktober 1919 in die Vorläufige Reichswehr übernommen und zum Kommandeur der Festung Glatz ernannt. Aufgrund des Kapp-Putsches wurde er im April 1920 kurzzeitig zur Disposition gestellt, am 16. Mai 1920 zum Oberst befördert und gleichzeitig zum Kommandanten der Küstriner Festung ernannt. Am 31. März 1923 wurde Teschner unter Verleihung des Charakters als Generalmajor aus dem Militärdienst verabschiedet.
Später war er Sonderbeauftragter des Stahlhelms und wurde 1933 Landesführer des Stahlhelms Hannover. Im Rahmen der Eingliederung des Stahlhelms in die SA als sogenannter Nationalsozialistischer deutscher Frontkämpferbund (NSDFB) erhielt Teschner im März 1934 den Rang eines SA-Brigadeführers. Im Mai 1934 wurde er Sonderbevollmächtigter zur Prüfung der Beschwerdefälle gegen Angehörige des NSDFB.
Vor dem Beginn des Zweiten Weltkriegs wurde Teschner am 26. August 1939 reaktiviert. Zunächst fand er Verwendung als Kommandeur des Kriegsgefangenenlagers Stalag XI B. Vom 28. Februar bis 2. Juni 1940 war Teschner dann Kommandeur der Kriegsgefangenen im Wehrkreis XI (Hannover). Anschließend hatte er kurzzeitig das Kommando über die Kriegsgefangenen in den Niederlanden und wurde dann Kommandeur der Kriegsgefangenen bei der Militärverwaltung Frankreich. Diese Stellung behielt Teschner bis zum 4. November 1940. Er wurde dann wieder Kommandeur der Kriegsgefangenen im Wehrkreis XI und als solcher am 1. Januar 1942 zum Generalleutnant befördert. Von seinem Posten wurde Teschner am 31. Mai 1942 entbunden und in die Führerreserve versetzt. Am 31. Juli 1942 hob man seine Mobilmachungsbestimmung auf.